# Latirulus
Latirulus là một chi ốc biển, là động vật thân mềm chân bụng sống ở biển trong họ Fasciolariidae.

## Các loài
Các loài trong chi Latirulus gồm có:
- Latirulus craticulatus (Linnaeus, 1758)[2]: đồng nghĩa của Turrilatirus craticulatus)
- Latirulus fasciatus Habe & Okutani, 1968[3]
- Latirulus melvilli]' (Schepman, 1911)[4]: đồng nghĩa của Turrilatirus melvilli
- Latirulus nagasakiensis (Smith, 1880)[5]: đồng nghĩa của Turrilatirus nagasakiensis (E.A. Smith, 1880)
- Latirulus turrita (Gmelin, 1791)[6]: đồng nghĩa của Turrilatirus turritus (Gmelin, 1791)